# フランソワ・アングレール
フランソワ・バロン・アングレール（仏: François, Baron Englert、1932年11月6日 - ）は、ベルギー出身の理論物理学者。ブリュッセル自由大学(ULB)名誉教授。2013年ノーベル物理学賞受賞。

## 来歴
ブリュッセル・エテルベーク生まれ。ユダヤ系の家系に育ったホロコースト生還者である。
1955年ブリュッセル自由大学（ULB）で電気工学を専攻し卒業。1959年にPh.D.（物理学専攻）を取得。1959年にコーネル大学ロバート・ブロウト研究室で研究員（1959年 - 1960年）／助教授（1960年 - 1961年）として学ぶ。1961年にブリュッセル自由大学講師（1961年 - 1964年）、1964年から1998年まで同大学教授。（1980年から1998年まで理論物理学科主任教授）。1984年にテルアビブ大学物理天文学術院シャッカ講座教授、1998年からブリュッセル自由大学名誉教授に就任。2011年から米国チャップマン大学量子力学研究所特別招聘教授。

## 業績
1964年、素粒子が質量を持つ仕組みを説明した理論を発表。同年、ピーター・ヒッグスが「ヒッグス粒子」の存在を予言する論文を発表した。2012年7月、欧州合同原子核研究機構(CERN)の研究チームがヒッグス粒子の存在を確定する論文を発表。ヒッグス粒子の存在が認められたことで、宇宙の仕組みの解明や生命の誕生に関する研究が進むと期待される。2013年10月8日、スウェーデン王立科学アカデミーはアングレールとヒッグスの両氏に2013年ノーベル物理学賞を授与すると発表した。

## 受賞歴
- 1982年 - フランキ賞
- 1997年 - 高エネルギー・素粒子物理学賞
- 2004年 - ウルフ賞物理学部門
- 2010年 - J・J・サクライ賞
- 2013年 - アストゥリアス皇太子賞学術・技術研究部門
- 2013年 - トムソン・ロイター引用栄誉賞
- 2013年 - ノーベル物理学賞